# Elzie Crisler Segar
Elzie Crisler Segar (Chester, Illinois; 8 de diciembre de 1894-Santa Mónica, California; 13 de octubre de 1938) fue un historietista estadounidense, creador del personaje Popeye, que apareció por primera vez en su tira de prensa Thimble Theatre en 1929.

## Biografía
Segar es el hijo de un trabajador manual y sus primeros trabajos consistieron en ayudar a su padre a pintar y empapelar las casas en las que éste trabajaba. Sabía tocar la batería y por este motivo comenzó a trabajar en el cinematógrafo local, acompañando las películas mudas de aquellos años; de vez en cuando, le permitían trabajar como proyeccionista. Fue en esta época cuando decidió hacerse caricaturista, y gastó 20 dólares (una pequeña fortuna en aquellos años) en un curso por correspondencia. Después del trabajo, seguía el curso por las noches en su casa.
Sus primeras historietas estaban inspiradas en las películas de Charles Chaplin que vio mientras trabajaba como proyeccionista en un cine. Richard Felton Outcault le animó a enviar sus dibujos a la prensa, y en 1916 publicó sus primeras planchas de Charlie Chaplin's Comic Capers en el Chicago Herald. Dos años más tarde, en 1918, Segar se pasó al Chicago Evening American, para el que creó su serie Looping the Loop.
El editor jefe del The New York Evening Journal William Curley creyó que podía tener éxito en New York, y se lo envió a la atención de Arthur Brisbane, responsable máximo de la King Features Syndicate, propiedad del magnate William Randolph Hearst. Curley se casó el 10 de marzo de 1937 con la señorita Mary Grace de Santa Mónica (California), en el rancho de Hearst. Reclutado para la agencia, comenzó a publicar en el New York Journal la serie Thimble Theatre, donde aparecieron sus primeros personajes: Olive Oyl (Olivia Olivo), Castor Oyl (hermano mayor de Olivia) y Ham Gravy (primer novio de Olivia). En 1929 creó a Popeye como personaje secundario dentro de esta tira, pero el marinero cobró rápidamente protagonismo hasta el punto de convertirse en uno de los más conocidos personajes de cómic de todos los tiempos.
Solía firmar sus trabajos como Segar, o a veces como E. Segar, junto a una colilla de cigarro. En inglés, la pronunciación de su apellido se parece mucho a cigarro (Segar / Cigar). A veces también incluía un juego de palabras: "tuyo hasta las cenizas" (yours to the last ash), en clara alusión a la muerte.
Para la King Features Syndicate, paralelamente a Thimble Theatre, creó la tira The Five-Fifteen (1920), que en 1926 cambió su nombre a Sappo. 
Segar era una persona enfermiza; en enero de 1938 apenas pudo dibujar nada a causa de una larga enfermedad. En octubre se sometió a una operación para que se le extirpase el bazo, que no superó. Tras un coma de 24 horas después de la operación, falleció en compañía de su esposa e hijos Marie y Tommy, de 15 y 12 años de edad, en Santa Mónica (California).
Tras su fallecimiento, su ayudante Bud Sagendorf continuó su trabajo durante décadas.
La Asociación Nacional de Caricaturistas creó el Premio Elsie Segar en su memoria. En Campton, su ciudad natal, se encuentra el Segar Memorial Park, a las orillas del río Misisipi.
- Datos: Q452745
- Multimedia: E. C. Segar / Q452745